# Helsingin Ponnistus
Helsingin Ponnistus, oftmals auch nur als Ponnistus bezeichnet, ist ein finnischer Sportverein aus Helsinki. Der 1887 gegründete – und damit zu den ältesten noch existierenden Klubs Finnlands zählende – Verein gehört zum finnischen Arbeitersportverband und ist vor allem für seine Fußballmannschaft bekannt.

## Geschichte
Ponnistus wurde 1887 gegründet, zunächst standen Turnen und Leichtathletik im Fokus. 1900 war der Klub Gründungsmitglied des nationalen Sportverbands SVUL, der 1906 formal gegründet wurde. 1903 bildete sich die Fußballmannschaft, die 1916 zur Teilnahme am regulären Spielbetrieb dem Suomen Palloliitto beitrat. Nach dem Ende des finnischen Bürgerkriegs ordnete der SVUL-Vorstand den Ausschluss der „Roten“, d. h. derjenige, die für die Arbeiterschaft gekämpft hatten an. Daraufhin verließ der Klub den Verband und gehörte zu den Initiatoren des finnischen Arbeitersportverbands TUL. 
1933 erwarb Ponnistus auf der Halbinsel Kivinokka im Stadtteil Herttoniemi eine Fläche, auf der die Mitglieder einen Sportplatz anlegen und später das Sommerhaus des Klubs bauen. Die Mannschaft nahm regelmäßig am TUL-Cup als Meisterschaftswettbewerb des Arbeitersportverbandes teil, stand dabei aber insbesondere in Helsinki im Schatten der Lokalrivalen Helsingin Kullervo und Töölön Vesa. 1948 gewann die Bandymannschaft die Silbermedaille in der Meisterschaft des Arbeitersportverbands.
Seit Mitte der 1930er Jahre war es zwischen SVUL und TUL vor dem Hintergrund der Bewerbung Helsinkis für die Austragung der Olympischen Sommerspiele 1940 zu einer Annäherung gekommen. Auf dieser Basis wurde beschlossen, beginnend mit der Spielzeit 1948 die Mannschaften der Arbeiterbewegung in die Mestaruussarja als nationalem Wettbewerb zusätzlich zum weiterhin ausgetragenen TUL-Cup zu integrieren. Für die erste gemeinsamen Austragung war Ponnistus sportlich qualifiziert, dort gelang jedoch nur beim 2:1-Auswärtserfolg bei Kotkan Kiri ein Saisonsieg und der Klub stieg direkt in die zweitklassige Suomensarja ab. Hier trat die Mannschaft sieben Spielzeiten an, nach dem Drittligaabstieg gelang zur Spielzeit 1958 der Wiederaufstieg. Dort etablierte sich die Mannschaft in der Folge abgesehen von einem Kurzaufenthalt in der dritten Liga 1964 und erreichte als Zweitligameister der Saison 1967 aufgrund des besseren direkten Vergleichs gegenüber dem punktgleichen Liganeuling Lahden Palloseura die Aufstiegsrunde, an deren Ende die Mannschaft als Zweite hinter RU-38 Pori erstmals wieder aufstieg. Nach dem direkten Abstieg überstand der Klub kurze Zeit später eine Ligareform, als die Anzahl der Staffeln zur Spielzeit 1970 auf drei reduziert und dabei die Bezeichnung II divisioona eingeführt wurde. 
Als Staffelsieger der Spielzeit 1971 erreichte Ponnistus erneut die Aufstiegsspiele zur Mestaruussarja, verpasste als Dritter hinter Kuopion Pallotoverit und TaPa Tampere die Erstligarückkehr nach Siegen nur gegen Schlusslicht Tampereen Pallo-Veikot deutlich. Im folgenden Jahr gab es keine Aufstiegsrunde, so dass der erneute Staffelsieg zum direkten Aufstieg führte. Die Erstliga-Spielzeit 1973 beendetde der Klub mit vier Punkten Rückstand auf Ilves-Kissat Tampere gemeinsam mit TaPa Tampere auf einem Abstiegsplatz. In der nach einer parallel durchgeführten Ligareform nur noch in einer Staffel ausgetragenen zweiten Liga I divisioona spielte der Klub noch bis zur Spielzeit 1977.
Zwischenzeitlich sogar nur noch viertklassig kehrte Ponnistus Anfang der 1990er Jahre in die Zweitklassigkeit zurück und wurde in der Spielzeit 1994 mit acht Punkten Vorsprung vor Vaasan PS Meister der nun als Ykkönen bezeichneten Spielklasse. In der Spielzeit 1995 verpasste der Klub in der Veikkausliiga erneut den Klassenerhalt. Im selben Jahr gewann die Mannschaft jedoch erstmals den TUL-Cup. Nach dem Erstligaabstieg hielt sich die Mannschaft nur kurz in der Ykkönen, am Ende der Spielzeit 1997 sprang auch dort nur der letzte Platz heraus. In der Folge rutschte der Klub in der finnischen Ligapyramide weiter nach unten und trat nur noch in fünftklassiger Nelonen und sechstklassiger Vitonen an.
Mit unter anderem Olli Isoaho, Tapio Pylkkönen und Aatos Lehtonen hat der Klub renommierte Spieler hervorgebracht, die in der finnischen Nationalmannschaft zu Länderspielehren kamen. Zu seinen erfolgreichsten Zeiten nutzte Ponnistus das in Töölö gelegene Stadion Töölön Pallokenttä als Heimspielstätte. Nach dem Abstieg in den unteren Ligabereich wechselte der Verein auf den Fußballplatz Haapaniemi, der unterhalb der Kirche von Kallio im Arbeiterviertel Kallio liegt.
Der Klub verfügt über eine Frauenfußballmannschaft, die ebenso zeitweise im oberen Teil der Ligapyramide spielte.